# Мамулия, Дмитрий Герасимович
Дми́трий Гера́симович Маму́лия (груз. დიმიტრი გერასიმეს ძე მამულია; род. 10 апреля 1969, Тбилиси) — российский кинорежиссёр, сценарист, теоретик литературы и кино, автор поэтических и философских текстов. Художественный руководитель Московской школы нового кино. Широкую известность получил после выхода в свет фильма «Другое небо».

## Биография
Дмитрий Мамулия окончил философский факультет Тбилисского государственного университета (1993) и режиссёрский факультет Высших курсов сценаристов и режиссёров (мастерская Ираклия Квирикадзе и Андрея Добровольского, 2007).
Творческая биография Дмитрия Мамулии начинается в 1997 году, когда его работа «Что есть у Анны и что есть у Веры» была отмечена первой премией на конкурсе киносценариев. Затем в течение 10 лет Мамулия занимается литературными проектами, печатается в российских и зарубежных изданиях, выпускает сборник текстов «Птица внутри».
Во время учёбы на Высших режиссёрских курсах Дмитрий Мамулия снимает свой первый фильм — короткометражку «Москва». Затем следуют полнометражные картины «Другое небо» (2010) и «Избранник» (2012).

## Фильмография
Режиссёр
- 2007 — «Москва»
- 2010 — «Другое небо»
- 2015 — «От смерти до утра» / Ot smerti do utra
- 2019 — «Преступный человек»

Сценарист
- 2010 — «Другое небо»
- 2012 — «Избранник»

## Награды
- 2010 — «Кинотавр» — диплом Гильдии кинокритиков и киноведов[6]
- 2010 — V международный фестиваль авторского кино в Батуми — Гран-при[7]
- 2010 — 45-й международный кинофестиваль в Карловых Варах — особое упоминание жюри[8] и приз экуменического жюри
- 2010 — фестиваль восточноевропейского кино в Котбусе — специальный приз жюри, приз за лучший дебют, премия FIPRESCI[9]
- 2011 — кинопремия «Ника» — победитель в номинации «Открытие года»
- 2020 — международный кинофестиваль дебютов «Дух огня» — главный приз международного конкурса «Золотая тайга» (фильм «Преступный человек»)[10]